# Eva Kotchever
Eva Kotchever, s pravim imenom Chawa Zloczower, pisateljica, * 16. junij 1891, Mława,Poljska, † 17. december 1943, Auschwitz, Poljska.
Bila je lastnica "Eve's Hangout" v New Yorku. Bil je eden prvih barov za ženske.